# Liste der Biografien/Tea
Liste der Biografien |
Portal Biografien |
Personensuche
# |
A |
B |
C |
D |
E |
F |
G |
H |
I |
J |
K |
L |
M |
N |
O |
P |
Q |
R |
S |
T |
U |
V |
W |
X |
Y |
Z |
?
 
Ta |
Tc |
Te |
Tf |
Tg |
Th |
Ti |
Tj |
Tk |
Tl |
Tm |
To |
Tq |
Tr |
Ts |
Tu |
Tv |
Tw |
Tx |
Ty |
Tz
 
Tea |
Teb |
Tec |
Ted |
Tee |
Tef |
Teg |
Teh |
Tei |
Tej |
Tek |
Tel |
Tem |
Ten |
Teo |
Tep |
Teq |
Ter |
Tes |
Tet |
Teu |
Tev |
Tew |
Tex |
Tey |
Tez
Die Liste der Biografien führt alle Personen auf, die in der deutschsprachigen Wikipedia einen Artikel haben. Dieses ist eine Teilliste mit 52 Einträgen von Personen, deren Namen mit den Buchstaben „Tea“ beginnt.

## Tea
- Tea, Michelle (* 1971), US-amerikanische Autorin

### Teab
- Teabuge, Joske (* 1960), nauruischer Leichtathlet

### Teac
- Teachadol Chuvilart (* 1997), thailändischer Fußballspieler
- Teacher, Brian (* 1954), US-amerikanischer Tennisspieler
- Teachout, Kristina (* 2005), US-amerikanische Taekwondoin

### Teag
- Teagarden, Charlie (1913–1984), US-amerikanischer Jazz-Trompeter
- Teagarden, Cub (1915–1969), US-amerikanischer Jazz-Schlagzeuger
- Teagarden, Jack (1905–1964), US-amerikanischer Posaunist und Sänger des traditionellen Jazz und Swing
- Teagarden, Norma (1911–1996), US-amerikanische Jazz-Pianistin
- Teagno, Edoardo (1902–1945), italienischer Automobilrennfahrer
- Teague, Addison (* 1972), kolumbianisch-amerikanischer Tontechniker
- Teague, Charles M. (1909–1974), US-amerikanischer Politiker
- Teague, Gerard W. (1885–1974), britischer Ichthyologe, Herpetologe und Amateurbotaniker in Uruguay
- Teague, Harry (* 1949), US-amerikanischer Politiker
- Teague, Jeff (* 1988), US-amerikanischer BasketballspielerJeff Teague (* 1988)

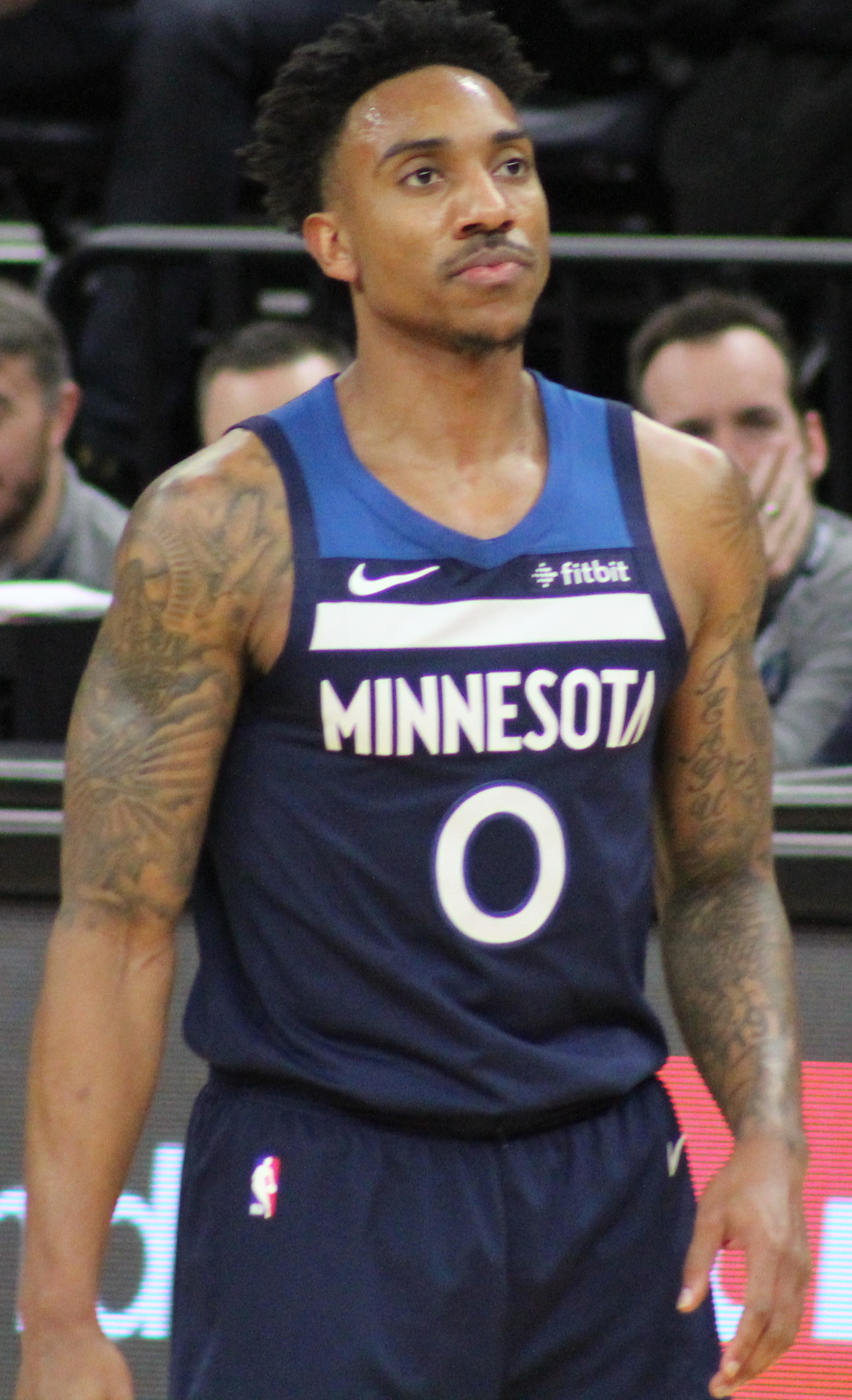
Jeff Teague (* 1988)

- Teague, John (1833–1902), britisch-kanadischer Architekt
- Teague, Josh (* 1975), australischer Rechtsanwalt und Politiker (Liberal Party), Präsident des South Australian House of Assembly
- Teague, Lewis (* 1938), US-amerikanischer Filmregisseur und Filmeditor
- Teague, Marquis (* 1993), US-amerikanischer Basketballspieler
- Teague, Marshall (1922–1959), US-amerikanischer Rennfahrer
- Teague, Olin E. (1910–1981), US-amerikanischer Politiker (Demokratische Partei)
- Teague, Owen (* 1998), US-amerikanischer SchauspielerOwen Teague (* 1998)

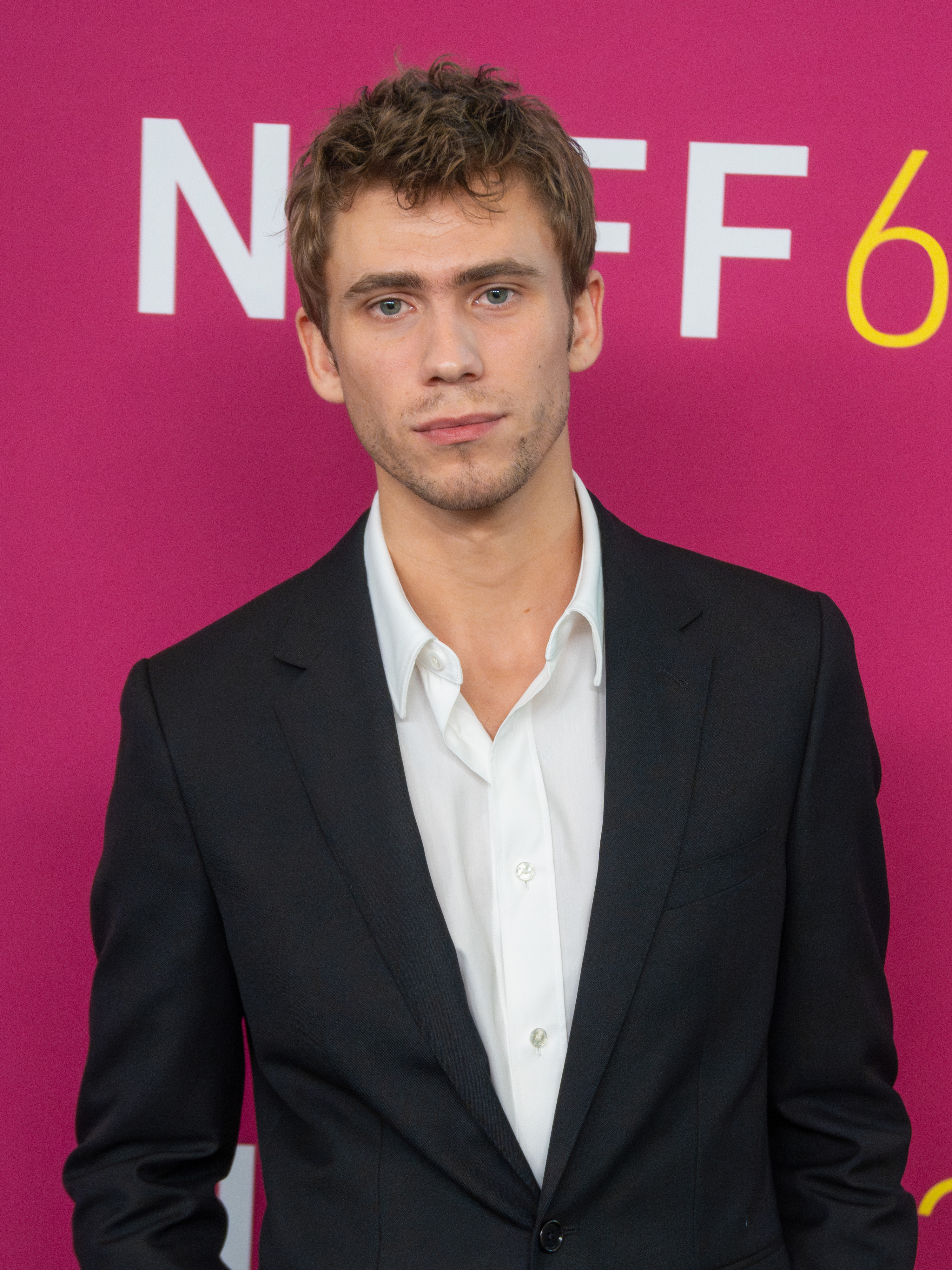
Owen Teague (* 1998)

- Teague, Thurman (* 1910), US-amerikanischer Jazzmusiker

### Teah
- Teah, Divine (* 2006), liberianischer Fußballspieler
- Teah, Doe Sackie (* 1988), indonesisch-liberianischer Fußballspieler
- Teaha, Manuihei (* 2007), französischer Sprinter

### Teai
- Teaiwa, Teresia (1968–2017), kiribatisch-US-amerikanische Dichterin und Wissenschaftlerin

### Teal
- Teal, Clare (* 1973), britische Jazzsängerin und Radiomoderatorin
- Teal, Gordon (1907–2003), US-amerikanischer Chemiker
- Teal, Paul (1989–2024), US-amerikanischer Schauspieler
- Teal, Ray (1902–1976), US-amerikanischer Schauspieler
- Tealde, Facundo (* 1989), uruguayischer Fußballspieler
- Teale, Edmund (1874–1971), australischer Geologe
- Teale, Jeff (1939–1997), britischer Kugelstoßer
- Teale, Owen (* 1961), britischer Film- und TheaterschauspielerOwen Teale (* 1961)

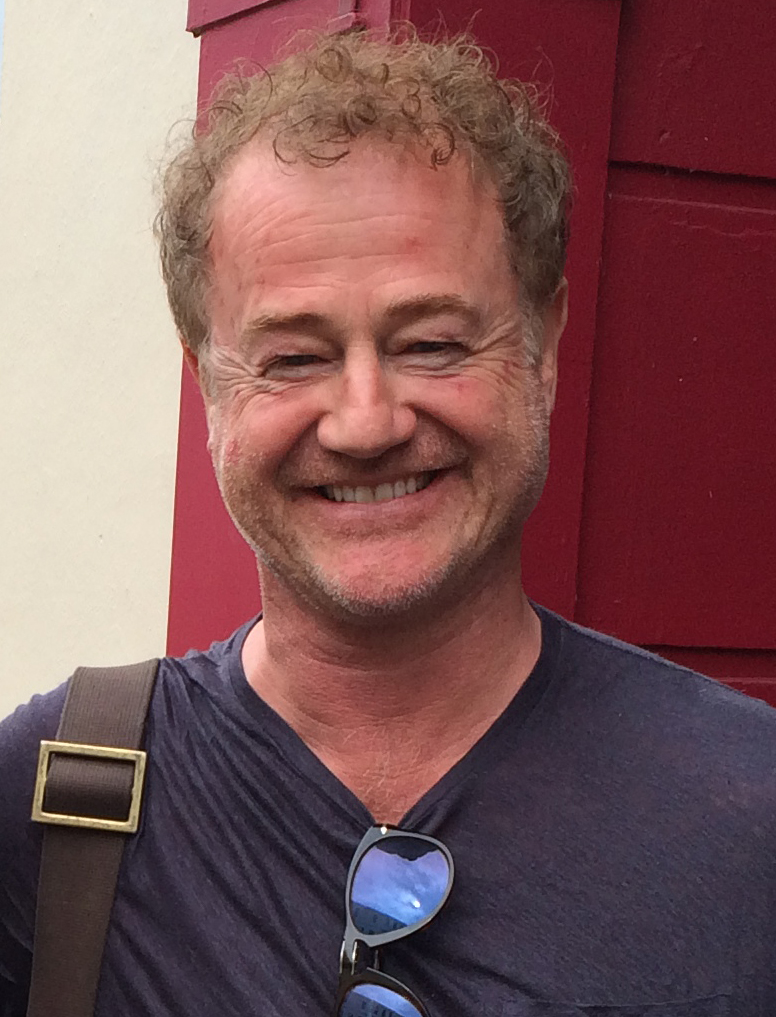
Owen Teale (* 1961)

- Teale, Sean (* 1992), britischer Schauspieler
- Teall, Jethro (1849–1924), britischer Geologe

### Tean
- Tean Samnang (* 1979), kambodschanischer Diplomat
- Teani, Laura (* 1991), italienische Wasserballspielerin
- Teannaki, Teatao (1936–2016), kiribatischer Politiker

### Teao
- Teaotai, Ata, kiribatischer Politiker, Präsident von Kiribati

### Tear
- Tear, Charlie (* 2004), schottischer Cricketspieler
- Tear, Robert (1939–2011), britischer Opern- und Oratoriensänger (lyrischer Tenor)
- Teardo, Teho (* 1966), italienischer Musiker und Komponist
- Teare, Cooper (* 1999), US-amerikanischer Mittel- und Langstreckenläufer
- Tearle, Conway (1878–1938), US-amerikanischer Schauspieler
- Tearle, Godfrey (1884–1953), britischer Schauspieler
- Tearney, Finn (* 1990), neuseeländischer Tennisspieler

### Teas
- Teașcă, Constantin (1922–1996), rumänischer Fußballtrainer
- Teasdale, Joseph (1936–2014), US-amerikanischer Politiker, Gouverneur von Missouri
- Teasdale, Sara (1884–1933), US-amerikanische Dichterin
- Teasdale, Verree (1903–1987), US-amerikanische Schauspielerin